# Mountain City (Tennessee)
Pour les articles homonymes, voir Mountain City.
La ville américaine de Mountain City est le siège du comté de Johnson, dans l’État du Tennessee. Lors du recensement de 2010, sa population s’élevait à 2 531 habitants.

## Source
- (en) Cet article est partiellement ou en totalité issu de l’article de Wikipédia en anglais intitulé « Mountain City, Tennessee » (voir la liste des auteurs).